# Stazione di Sagami-Ōtsuka
La stazione di Sagami-Ōtsuka (相模大塚駅?, Sagami-Ōtsuka-eki) è una stazione ferroviaria situata nella città giapponese di Yamato, nella prefettura di Kanagawa, ed è servita dalla linea Sagami principale delle Ferrovie Sagami.

## Linee
Ferrovie Sagami
■■ Linea Sagami principale

## Struttura
La stazione è dotata di un marciapiede a isola, con due binari passanti in superficie. Il fabbricato viaggiatori si trova realizzato a ponte sopra i binari.
| 1 | ■ Linea Sagami principale | per Ebina                            |
| 2 | ■ Linea Sagami principale | per Futamatagawa e Yamato (Kanagawa) |

## Stazioni adiacenti
| «                             | Servizio                | »                       |
| Linea Sagami principale       | Linea Sagami principale | Linea Sagami principale |
| ----------------------------- | ----------------------- | ----------------------- |
| Yamato                        | Locale                  | Sagamino                |
| Yamato                        | Rapido                  | Sagamino                |
| Yamato                        | Espresso                | Sagamino                |
| L'espresso limitato non ferma |                         |                         |